# Sean Hannity

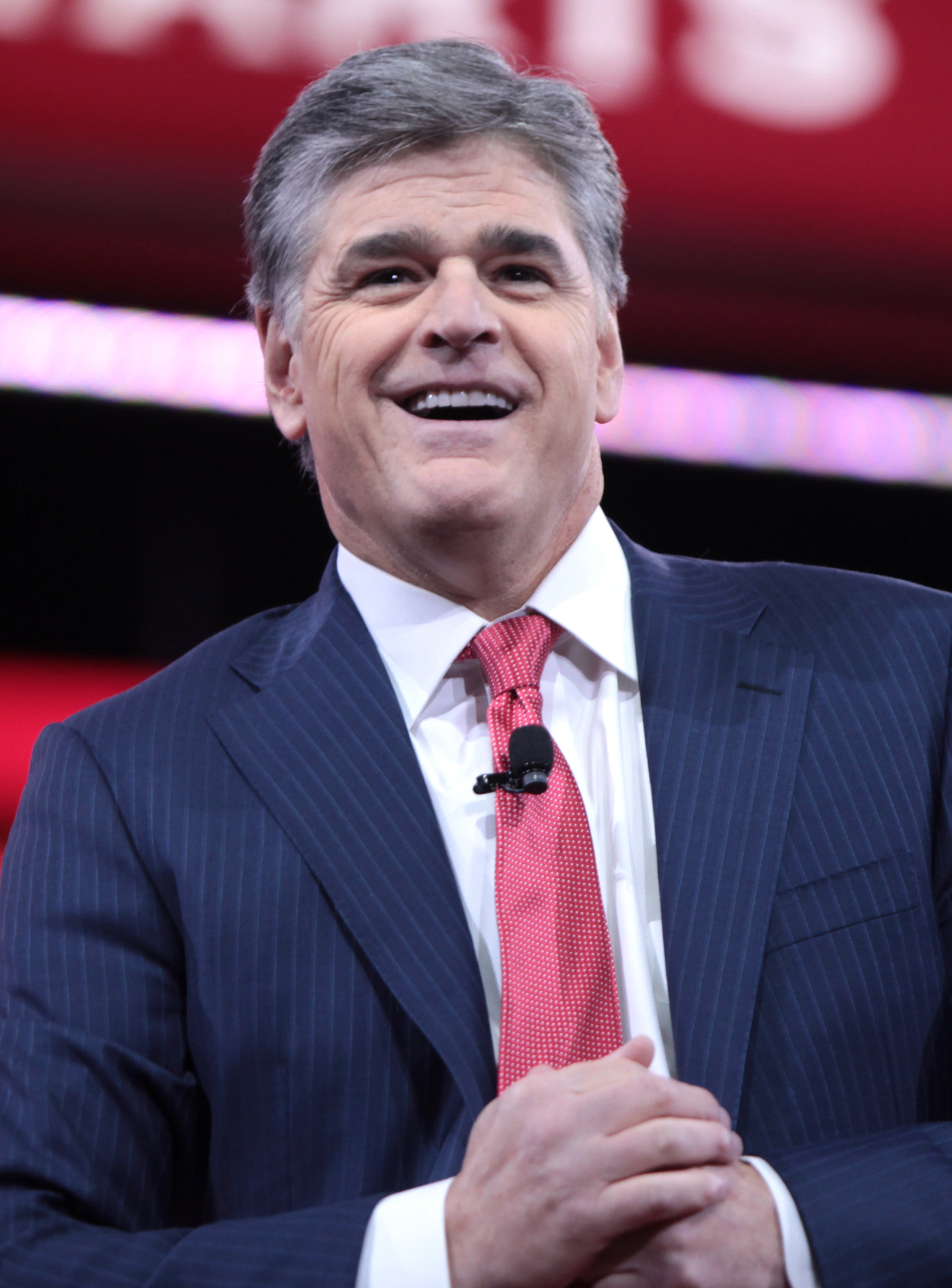
Sean Hannity 2015.

Sean Patrick Hannity, född 30 december 1961 i New York, är en amerikansk politiskt konservativ programledare och politisk kommentator. Hannity var 1996-2009 en av värdarna för Hannity and Colmes (tillsammans med Alan Colmes) som sändes på TV-kanalen Fox News. Därefter har han varit värd för sitt eget program, Hannity. Han har också sitt eget syndikerat radioprogram, The Sean Hannity Show och har också skrivit flera böcker.

### Fotnoter
1. ↑  About Sean Arkiverad 5 september 2015 hämtat från the Wayback Machine., hannity.com, läst 2015-11-19
2. ↑  Sean Hannity Arkiverad 20 november 2015 hämtat från the Wayback Machine., foxnews.com, läst 2015-11-19